# Neogabara plagiola
Neogabara plagiola là một loài bướm đêm trong họ Erebidae.